# Soffocare
Soffocare è un romanzo di Chuck Palahniuk del 2001. È la storia di un ragazzo che vive la sua vita nella classica "crisi esistenziale" che contraddistingue i personaggi di Palahniuk.

## Trama
A lasciare che la storia ci spieghi se siamo buoni o cattivi. A lasciare che sia il passato a decidere il nostro futuro. Oppure possiamo scegliere da noi. E forse inventare qualcosa di meglio è proprio il nostro compito.»
Il protagonista è Victor Mancini, studente di medicina fallito e dipendente dal sesso, non sapendo costruire rapporti stabili con le donne a causa di un'infanzia travagliata: sua madre Ida è una donna psicopatica con teorie complottiste e incapace di badare al figlio, per cui da bambino Victor le veniva sottratto in continuazione dai servizi sociali, affidato a case famiglia e poi rapito nuovamente da Ida. La donna ora è affetta da malattia di Alzheimer e ricoverata in una casa di cura costosissima. Per mantenerla, il giovane protagonista ha escogitato una maniera singolare per procurarsi denaro: si reca ogni volta in un ristorante diverso e, fingendo di soffocare, si fa salvare da qualcuno che, in seguito a questa esperienza, si legherà a lui e provvederà ad aiutarlo economicamente.
Insieme all'amico Denny, un altro sessodipendente, lavora come comparsa nella simulazione di un villaggio del diciottesimo secolo che è soggetto a regole piuttosto rigide e privo di una vera passione da parte degli attori che dovrebbero animarlo. All'interno della clinica in cui è ricoverata la madre, fa la conoscenza della dottoressa Paige Marshall; la donna dice a Victor di essere capace di comprendere il diario di sua madre, scritto in italiano, e di essere a conoscenza di un modo per poterla salvare, cioè trapiantare in Ida delle cellule neurali di un feto: l'idea lascia perplesso Victor, temendo lui che se Ida guarirà ricomincerà a trattare il figlio come un giocattolo. In cambio del trattamento, Paige Marshall prova a conquistare il cuore di Victor, senza successo.
Un giorno, Ida dice che Victor non è figlio suo, bensì che lei lo ha rapito. Poco dopo soffoca accidentalmente con del cibo, per cui muore e, tentando di rianimarla, Paige viene scoperta da Victor non come medico bensì come un'altra internata della clinica.

## Adattamento cinematografico
Nel 2008 è uscito l'adattamento cinematografico Soffocare, diretto da Clark Gregg, con Sam Rockwell, Anjelica Huston e Kelly Macdonald. Il film ha vinto il Premio speciale della giuria al Sundance Film Festival.

## Edizioni
- Chuck Palahniuk, Soffocare, traduzione di Matteo Colombo, collana Piccola Biblioteca Oscar Mondadori, Mondadori, 2003,  p. 280, ISBN 88-04-52438-3.